# 道後湯之町
道後湯之町（どうごゆのまち）は愛媛県温泉郡にあった町である。

## 歴史
- 1889年12月15日 - 町村制施行により旧温泉郡道後村の一部が温泉郡道後湯之町として発足。
- 1890年2月 - 伊佐庭如矢が初代町長に就任。
- 1923年4月1日 - 温泉郡道後村の一部を編入。
- 1932年
  - 2月1日 - 1923年に編入した地域が松山市に編入される。当町は四方を松山市に囲まれた形となる。
  - 10月 - 温泉郡余土村村長を務めた森盲天外が町長として就任。亡くなるまで務めた[1]。
- 1944年4月1日 - 松山市に編入され消滅。

## 名所・旧跡
- 道後温泉 - 道後温泉本館
- 冠山
- 宝厳寺
- 道後グラウンド - 1924年開設[2]。

## 出身人物
- 栗林力吉（米子市議会議員、鳥取県議会議員、栗林組会長）